# Riós (kommunhuvudort)
Riós är en kommunhuvudort i Spanien.   Den ligger i provinsen Provincia de Ourense och regionen Galicien, i den nordvästra delen av landet, 300 km nordväst om huvudstaden Madrid. Riós ligger 805 meter över havet och antalet invånare är 2 074.
Terrängen runt Riós är lite kuperad. Runt Riós är det glesbefolkat, med 17 invånare per kvadratkilometer. Närmaste större samhälle är Verín, 13,4 km väster om Riós. 